# Tempio di Ananda
Il Tempio di Ananda è un tempio buddista situato nella zona di Bagan, in Birmania. Fu costruito per ordine del re Kyanzittha, i lavori iniziarono nel 1091 e durarono diversi anni, fino al 1105. Il nome del tempio indica che questo è dedicato ad Ananda. Poco distante si può trovare il Tempio di Thatbyinnyu, più recente di circa un secolo rispetto al Tempio di Ananda.

## Ananda
Ananda era cugino e discepolo (nonché primo attendente) del Buddha, celebre per la sua fedeltà assoluta al maestro e ai suoi ideali. il Buddha infatti cambiò attendente periodicamente per circa 20 anni, quando scelse di prenderne uno in via definitiva chiese ai suoi seguaci di candidarsi per il posto, con suo stupore Ananda non si candidò, il maestro chiese ad Ananda il motivo di questo suo gesto e lui rispose che si sarebbe candidato (e avrebbe quindi accettato la nomina) solo ad alcune condizioni, tra questo il divieto del maestro di fargli regali di qualsiasi tipo e di favorirlo a causa della sua parentela. Ananda era talmente legato al cugino che quando questi si ammalava, per effetto empatico anche Ananda sentiva i suoi stessi sintomi di malessere. Dopo la morte del maestro fu incaricato di raccogliere e recitare tutti i suoi scritti.

## Architettura
Lo stile architettonico risente dell'influsso indiano e le sue strutture ricordano molto i templi induisti. Diverse parti delle costruzioni, soprattutto le cupole, sono ricoperte di lamine dorate. La forma del tempio è simile ad una croce, verso la cima sono presenti diverse terrazze e il tempio sfocia in una pagoda finale (anch'essa ricoperta di lamina dorata). Lungo i lati delle terrazze e della base del tempio sono dipinte scene tratte dal Jātaka, un racconto popolare sulla vita di Gautama Buddha e sulle sue precedenti incarnazioni.

## Galleria d'immagini

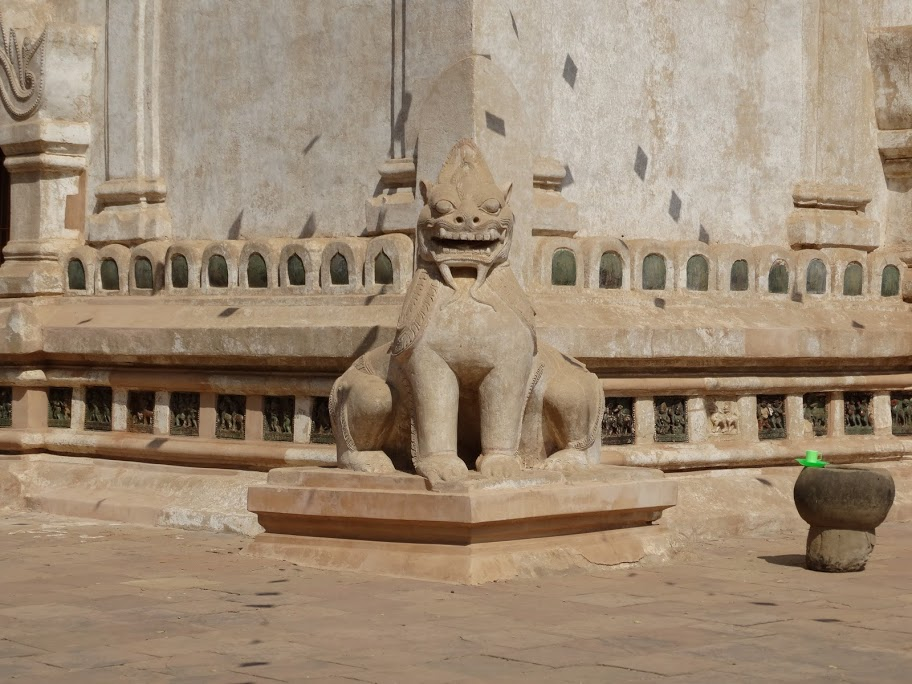
Protezione tempio
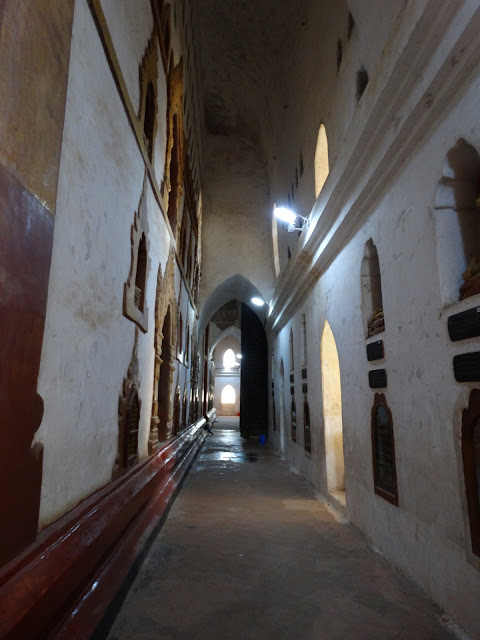
Interno
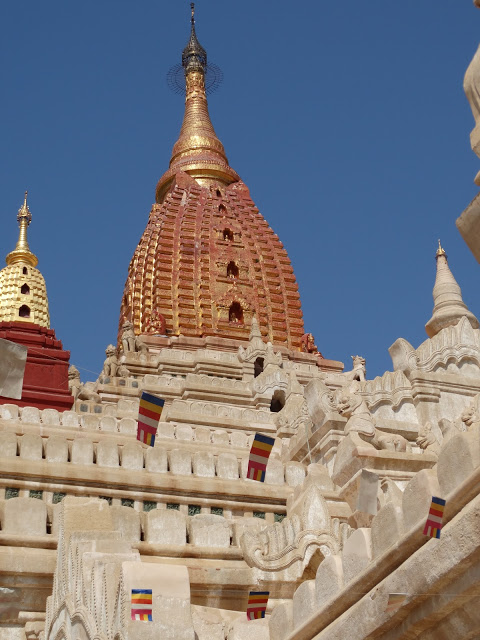
Ananda Tempio
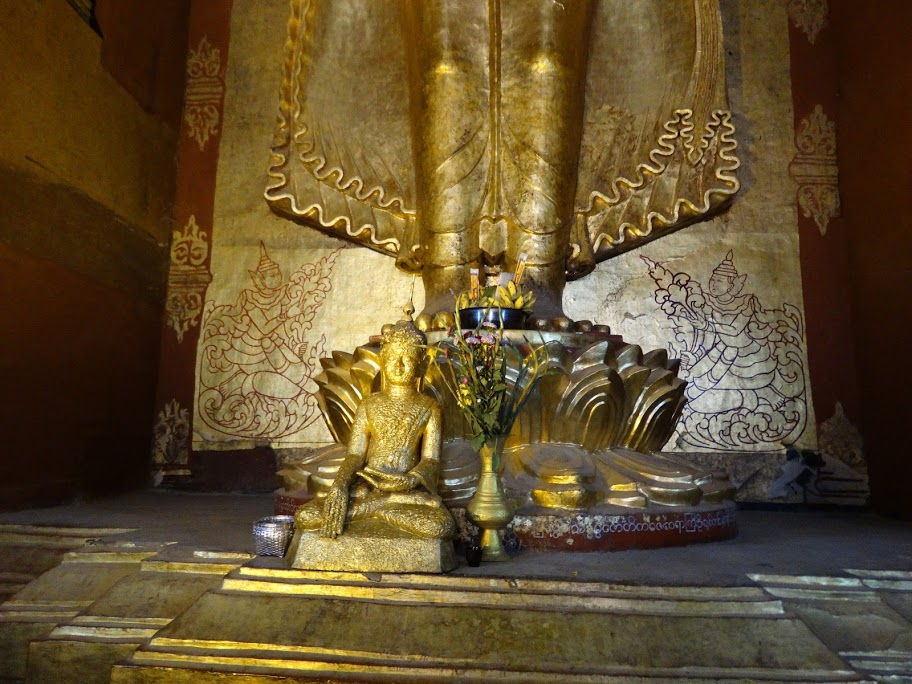
Piccolo Buddha
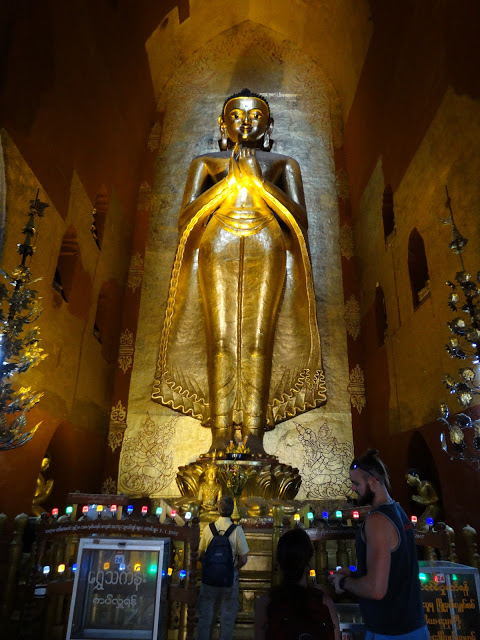
Buddha d'oro